# Gelston (Dumfries and Galloway)
Gelston, auch Gilston, ist eine Ortschaft in der schottischen Council Area Dumfries and Galloway beziehungsweise der traditionellen Grafschaft Kirkcudbrightshire. Sie liegt rund drei Kilometer südlich von Castle Douglas und sechs Kilometer südwestlich von Dalbeattie.

## Geschichte
Die Geschichte des Weilers Gelston ist verknüpft mit dem Herrenhaus Gelston Castle, das rund 700 m südöstlich der Ortschaft gelegen ist. Das Gebäude wurde um 1805 für William Douglas, 1. Baronet erbaut, der 16 Jahre zuvor die Ortschaft Castle Douglas neu aufbauen ließ. Der Entwurf wird dem schottischen Architekten Richard Crichton zugeschrieben und orientiert sich an den Arbeiten von Robert Adam. Spätestens 1940 wurde Gelston Castle verlassen. Ein Brand verheerte den Innenraum.
Im Rahmen der Zensuserhebung 1971 wurden in Gelston 119 Personen gezählt. Dies waren 36 Einwohner weniger als zehn Jahre zuvor.

## Verkehr
Gelston ist direkt an der B727 gelegen. Die Nebenstraße bindet die Ortschaft im Südwesten bei Kirkcudbright an die A711 und im Osten an die A755 an. Über die B736 ist bei Castle Douglas die überregional bedeutende A75 (Stranraer–Gretna Green) erreichbar.